# 미라이토와와 소메이티

각각 2020 도쿄 올림픽과 패럴림픽의 캐릭터들로 왼쪽이 미라이토와, 오른쪽이 소메이티이다.

미라이토와(일본어: ミライトワ, Miraitowa)와 소메이티(일본어: ソメイティ, Someity)는 2020년 도쿄 올림픽과 2020년 도쿄 패럴림픽의 공식 마스코트이다. 미라이토와의 푸른 체크무늬는 2020년 도쿄 올림픽의 공식 엠블렘에서 따왔으며, 소메이티의 분홍색 체크무늬는 벚꽃에서 따왔다. 두 마스코트 모두 가상의 캐릭터로서 순간이동을 비롯한 초능력을 가졌다는 설정이다. 미라이토와와 소메이티는 일본의 캐릭터 디자이너인 다니구치 료가 구상하였다.
미라이토와라는 이름은 일본어로 '미라이'(未来, 미래)와 '토와'(永遠, 영원)을 합친 말이며, 소메이티는 벚꽃의 일종인 왕벚나무 꽃(일본명: 소메이요시노; ソメイヨシノ)에서 따온 동시에 영어의 '소 마이티'(so mighty, 매우 강하다)는 말과 유사한 느낌이 나도록 의도하였다. 조직위는 두 마스코트의 관련 상품 출시와 라이선스 계약을 통해 도쿄 올림픽과 패럴림픽 대회의 재정에 보탬이 될 것으로 전망하였다. 마스코트에 대한 대중의 반응은 '괜찮다'에서 '엇갈렸다'로 나뉘었다.

## 선정 과정
2020년 도쿄 올림픽과 패럴림픽의 마스코트는 2017년부터 2018년 초까지 조직위원회의 주관하에 공모 과정이 진행되었다.
2017년 5월 22일 조직위는 마스코트 공모전을 진행한다고 밝혔다. 마스코트 후보군을 몇 점 뽑아 일본 전국의 소학교(초등학교)와 해외 거주 일본인 초등학교의 각 학급마다 결선투표를 진행해 최종 결정되는 방식이라고 밝혔다. 8월 1일부터 8월 14일까지 진행된 본 공모전에서는 총 2,042개의 디자인이 접수되었다. 이렇게 접수된 도안은 조직위 산하 마스코트 선정위원회와 일본 미디어 전문가들의 디자인 심사를 거쳤다. 심사 기준은 '초등학생 나이대의 아이들에게 매력적인가', '2020 도쿄올림픽 대회의 비전 정신을 반영하고 있는가' 등이었다.
2017년 10월 모든 심사과정이 마무리되면서 마스코트 후보군은 세 안으로 추려졌으며, 2017년 12월 7일 대중에게 공개되었다. 각각의 안에는 올림픽 마스코트와 패럴림픽 마스코트가 하나씩 총 두 마스코트가 하나의 짝을 이루었으며, 일본어의 오십음도 순서에 따라 각각 'ア (아)'안 / 'イ (이)'안 / 'ウ (우)' 안으로 이름붙였다. 이후 2017년 12월 11일부터 2018년 2월 22일까지 일본 전국의 초등학교와 해외 일본인 학교를 대상으로 최종 선발 투표가 진행되었다. 투표 방식은 각 학급마다 투표를 진행하고 가장 많이 나온 안을 선택, 한 학급당 한 표로 간주해 집계하는 방식이었다. 최종 투표에는 총 205,755곳이 참가한 것으로 집계됐다.
| 도안        | 디자이너                   | 얻은 표수 | 프로필 링크 |
| ----------- | -------------------------- | --------- | ----------- |
| ア 안 (A안) | 다니구치 료 (谷口亮)       | 109,041표 | [ 7 ]       |
| イ 안 (B안) | 야노 가나 (矢野花奈)       | 61,423표  | [ 8 ]       |
| ウ 안 (C안) | 아키모토 사나에 (秋本早苗) | 35,291표  | [ 9 ]       |

투표 결과는 2018년 2월 28일에 공개되었으며, 다니구치 료 (谷口亮)의 'ア 안'이 최종 선정되었다. 선정 당시 마스코트 이름은 정해지지 않았으나, 5월 28일 마스코트 선정위원회에서 마스코트 이름 후보군에 대한 투표를 진행하였고, 상표권 조회 절차를 거쳐 공식 이름으로 '미라이토와'와 '소메이티'를 선정하였다. 마스코트 이름은 2018년 7월 22일 마스코트 출범 기자회견을 통해 공식 발표되었다.

## 형질
올림픽 마스코트인 미라이토와는 1603년부터 1867년까지 일본 에도 시대에 유행했던 이치마츠 모요라는 유사한 체크 무늬를 사용하는 올림픽 공식 로고에서 영감을 받은 파란색 체크 무늬가 있는 피규어입니다. "오래된 전통과 새로운 혁신"을 구현하기 위한 것입니다. 캐릭터는 "강한 정의감"을 가지고 있으며 "매우 운동 능력"으로 묘사됩니다. 어디든 순간이동이 가능한 능력을 가지고 있습니다. 도쿄 2020 조직위는 "전 세계 사람들의 마음에 영원한 희망으로 가득 찬 미래를 알리기 위해 이 이름을 선택했습니다"라고 말했습니다.
패럴림픽 마스코트인 소메이티는 벚꽃에서 영감을 받은 분홍색 체크 무늬와 패럴림픽 공식 로고가 있는 피규어입니다. 캐릭터는 "보통 차분함"으로 묘사되지만 "필요할 때 매우 강력"해질 수 있습니다. 체크무늬 망토로 하늘을 날 수 있고, 벚꽃 모양의 더듬이로 텔레파시 메시지를 보낼 수 있다. 또한 "돌과 바람과 대화"할 수 있고 물체를 보고 움직일 수 있습니다.
두 마스코트는 상충되는 성격을 가지고 있지만 그럼에도 불구하고 서로에 대한 강한 우정과 존경심을 가지고 있습니다. 가상의 배경에 따르면 미라이토와와 소메이티는 "디지털 세계에 살고" 있으며 인터넷을 통해 디지털 세계와 현실 세계 사이를 이동할 수 있습니다. 호세이 대학의 광고 이론 교수인 아오키 사다시게에 따르면 마스코트는 "산, 강, 동식물 등 자연에서 개인화된 캐릭터를 만드는 것"이라는 일본 전통과 "모든 사람이 자연물에는 영혼이 있다."
미라이토와(ミライトワ)
성별: 남
색깔:      파란색
소메이티(ソメイティ)
성별: 여
색깔:      분홍색

## 같이 보기
- 올림픽 마스코트